# Видубицька вулиця
Ви́дубицька ву́лиця — вулиця в Печерському районі міста Києва, місцевість Видубичі. Пролягає від Наддніпрянського шосе до Видубицького монастиря.

## Історія
Вулиця виникла як дорога до монастиря, імовірно, ще за часів Київської Русі. Сучасна вулиця прокладена у 50-ті роки XX століття. 
У XIX — 1-й половині XX століття Видубицька вулиця проходила по території теперішнього Ботанічного саду НАН України і підходила до Видубицького монастиря з протилежного боку.

## Пам'ятки архітектури
Основну забудову вулиці складає пам'ятка архітектури національного значення — ансамбль Видубицького монастиря.